# Военные структуры Европейского союза
Военные структуры Европейского союза (англ. military structures of the European Union) включают в себя различные механизмы сотрудничества, созданные между вооруженными силами государств-членов, как на межправительственном уровне, так и в рамках институциональной структуры Евросоюза — Общей политики безопасности и обороны (CSDP) в рамках Общей внешней политики и политики безопасности (CFSP).
Политика обороны главным образом находится в сфере полномочий национальных государств. Главным военным альянсом в Европе остаётся межправительственная Организация Североатлантического договора (NATO — OTAN), которая в настоящее время включает 22 государства — члена ЕС вместе с семью европейскими членами вне ЕС (Албания, Великобритания, Исландия, Норвегия, Северная Македония, Турция и Черногория), а также США и Канаду. Развитие CSDP является спорным вопросом, в частности с учётом роли НАТО. Впрочем, военные формы европейской интеграции усилились в начале 21-го века, что привело к развёртыванию многочисленных миротворческих миссий ЕС и созданию боевых групп Евросоюза. Последние, однако, никогда не участвовали в операциях, а другие недавние инициативы по военной интеграции, такие как европейские сухопутные силы, жандармерия и командование воздушного транспорта являются межправительственными и существуют вне рамок CFSP.
Статья 42 Договора о Европейском союзе предусматривает существенную военную интеграцию в рамках институциональной структуры Евросоюза. Полная интеграция — это возможный вариант, который требует единогласия в Европейском совете глав государств и правительств. Сейчас он остается в политическом тупике. Статья 42 также предусматривает постоянное структурированное сотрудничество между вооруженными силами некоторых из государств-членов. По состоянию на 2015 год этот возможный вариант не используется, несмотря на многочисленные призывы к общему оборонному Союзу.

## Европейские вооружённые силы
|                      | Европейский Комитет Начальников штабов | Европейский корпус         | Европейская жандармерия    | Европейское командование воздушного транспорта | Европейская Авиагруппа                     | Морские силы Европы          | Европейские силы быстрого реагирования | Европейский центр координации перевозок | Организация для кооперации совместного перевооружения |
| Герб                 | Finabel                                | Европейский корпус         | Европейская жандармерия    | Европейское командование воздушного транспорта | Европейская Авиагруппа                     | Морские силы Европы          | Европейские силы быстрого реагирования | Европейский центр координации перевозок |                                                       |
| Аббревиатура         | Finabel                                | Eurocorps                  | EUROGENDFOR, EGF           | EATC                                           | EAG                                        | EUROMARFOR, EMF              | EUROFOR                                | MCCE                                    | OCCAR                                                 |
| Английское название  | Finabel                                | European Corps             | European Gendarmerie Force | European Air Transport Command                 | European Air Group                         | European Maritime Force      | European Rapid Operational Force       | Movement Coordination Centre Europe     | Organisation for Joint Armament Cooperation           |
| Вид вооружённых сил  | Сухопутные войска                      | Сухопутные войска          | Сухопутные войска          | Авиация                                        | Авиация                                    | ВМС                          | многокомпонентные                      | многокомпонентные                       | многокомпонентные                                     |
| Описание             | Выработка общей военной доктрины       | Много- национальный корпус | Военная полиция            | Управление военно-транспортной авиацией        | Управление оперативной авиационной группой | Временное объединение флотов | Силы быстрого реагирования             | Контролирующий орган                    | Создание программ перевооружения                      |
| Год основания        | 1953                                   | 1992                       | 2006                       | 2010                                           | 1995                                       | 1995                         | 1995                                   | 2007                                    | 1996                                                  |
| Штаб-квартира        | Брюссель                               | Страсбург                  | Виченца                    | Эйндховен                                      | N/A                                        | N/A                          | Флоренция                              | Эйндховен                               | Бонн                                                  |
| Численность          | N/A                                    | 60 000 чел.                | 2 300 чел.                 | 220 самолётов                                  | N/A                                        | N/A                          | 12 000 чел.                            | N/A                                     | N/A                                                   |
| Полная боеготовность | N/A                                    | 30 дней                    | 30 дней                    | N/A                                            | N/A                                        | 5 дней                       | 5 дней                                 | N/A                                     | N/A                                                   |
| Рабочий язык         | Английский                             | Английский                 | N/A                        | Английский                                     | N/A                                        | N/A                          | N/A                                    | N/A                                     | N/A                                                   |
|                      | Участие (начало сотрудничества)        |                            |                            |                                                |                                            |                              |                                        |                                         |                                                       |
| Австрия              | Нет                                    | Нет                        | N/A                        | Нет                                            | Нет                                        | N/A                          | Нет                                    | 2010                                    | Нет                                                   |
| Бельгия              | 1953                                   | 1993                       | N/A                        | 2010                                           | 1997                                       | Нет                          | Нет                                    | 2007                                    | 2003                                                  |
| Болгария             | Нет                                    | Нет                        | Нет                        | Нет                                            | Нет                                        | Нет                          | Нет                                    | 2017                                    | Нет                                                   |
| Венгрия              | 2015                                   | Нет                        | Нет                        | Нет                                            | Нет                                        | N/A                          | Нет                                    | 2007                                    | Нет                                                   |
| Германия             | 1956                                   | 1992                       | N/A                        | 2010                                           | 1997                                       | Нет                          | Нет                                    | 2007                                    | 1996                                                  |
| Греция               | 1996                                   | Нет                        | N/A                        | Нет                                            | Нет                                        | Нет                          | Нет                                    | Нет                                     | Нет                                                   |
| Дания                | Нет                                    | Нет                        | N/A                        | Нет                                            | Нет                                        | Нет                          | Нет                                    | 2007                                    | Нет                                                   |
| Ирландия             | Нет                                    | Нет                        | N/A                        | Нет                                            | Нет                                        | Нет                          | Нет                                    | Нет                                     | Нет                                                   |
| Испания              | 1990                                   | 1994                       | 2006                       | 2014                                           | 1997                                       | 1995                         | 1995                                   | 2007                                    | 2005                                                  |
| Италия               | 1953                                   | Нет                        | 2006                       | 2015                                           | 1997                                       | 1995                         | 1995                                   | 2007                                    | 1996                                                  |
| Кипр                 | 2008                                   | Нет                        | N/A                        | Нет                                            | Нет                                        | Нет                          | Нет                                    | Нет                                     | Нет                                                   |
| Латвия               | 2016                                   | Нет                        | N/A                        | Нет                                            | Нет                                        | Нет                          | Нет                                    | 2007                                    | Нет                                                   |
| Литва                | Нет                                    | Нет                        | партнёрство                | Нет                                            | Нет                                        | Нет                          | Нет                                    | 2015                                    | Нет                                                   |
| Люксембург           | 1953                                   | 1996                       | N/A                        | 2012                                           | Нет                                        | N/A                          | Нет                                    | 2007                                    | Нет                                                   |
| Мальта               | 2010                                   | Нет                        | N/A                        | Нет                                            | Нет                                        | Нет                          | Нет                                    | Нет                                     | Нет                                                   |
| Нидерланды           | 1953                                   | Нет                        | 2006                       | 2010                                           | 1997                                       | Нет                          | Нет                                    | 2007                                    | Нет                                                   |
| Польша               | 2006                                   | Нет                        | 2011                       | Нет                                            | Нет                                        | Нет                          | Нет                                    | 2008                                    | Нет                                                   |
| Португалия           | 1996                                   | Нет                        | 2006                       | Нет                                            | Нет                                        | 1995                         | 1995                                   | 2010                                    | Нет                                                   |
| Румыния              | 2008                                   | Нет                        | 2009                       | Нет                                            | Нет                                        | Нет                          | Нет                                    | 2008                                    | Нет                                                   |
| Словакия             | 2006                                   | Нет                        | N/A                        | Нет                                            | Нет                                        | N/A                          | Нет                                    | 2015                                    | Нет                                                   |
| Словения             | 2016                                   | Нет                        | N/A                        | Нет                                            | Нет                                        | Нет                          | Нет                                    | 2007                                    | Нет                                                   |
| Финляндия            | 2008                                   | Нет                        | N/A                        | Нет                                            | Нет                                        | Нет                          | Нет                                    | 2007                                    | Нет                                                   |
| Франция              | 1953                                   | 1992                       | 2006                       | 2010                                           | 1995                                       | 1995                         | 1995                                   | 2007                                    | 1996                                                  |
| Хорватия             | 2017                                   | Нет                        | N/A                        | Нет                                            | Нет                                        | Нет                          | Нет                                    | 2011                                    | Нет                                                   |
| Чехия                | 2012                                   | Нет                        | N/A                        | Нет                                            | Нет                                        | N/A                          | Нет                                    | 2010                                    | Нет                                                   |
| Швеция               | 2015                                   | Нет                        | N/A                        | Нет                                            | Нет                                        | Нет                          | Нет                                    | 2007                                    | Нет                                                   |
| Эстония              | Нет                                    | Нет                        | N/A                        | Нет                                            | Нет                                        | Нет                          | Нет                                    | 2007                                    | Нет                                                   |

## Национальные вооружённые силы
| Страна     | Военные Расходы (млн. €) | на душу населения (€) | % ВВП | Общее число военнослужащих | Развёртываемые сухопутные силы |
| ---------- | ------------------------ | --------------------- | ----- | -------------------------- | ------------------------------ |
| Австрия    | 2491                     | 292                   | 0.76  | 22689                      | 2234                           |
| Бельгия    | 3913                     | 351                   | 0.97  | 30174                      | 6691                           |
| Болгария   | 563                      | 78                    | 1.34  | 25188                      | 6380                           |
| Венгрия    | 912                      | 92                    | 0.88  | 22667                      | 3714                           |
| Германия   | 34749                    | 422                   | 1.20  | 178800                     | 3791                           |
| Греция     | 4001                     | 364                   | 2.23  | 113517                     | 21500                          |
| Дания      | 2500                     | 434                   | 1.30  | 15034                      | 473                            |
| Ирландия   | 893                      | 193                   | 0.48  | 9280                       | 850                            |
| Испания    | 9508                     | 205                   | 0.90  | 121848                     | 43812                          |
| Италия     | 18427                    | 303                   | 1.14  | 183465                     | нет данных                     |
| Кипр       | 270                      | 315                   | 1.54  | 11747                      | 237                            |
| Латвия     | 223                      | 112                   | 0.93  | 4646                       | 1242                           |
| Литва      | 322                      | 110                   | 0.89  | 8568                       | нет данных                     |
| Люксембург | 190                      | 341                   | 0.54  | 821                        | 242                            |
| Мальта     | 43                       | 100                   | 0.54  | 1662                       | 105                            |
| Нидерланды | 7788                     | 462                   | 1.19  | 42102                      | 14685                          |
| Польша     | 7565                     | 197                   | 1.83  | 99500                      | 1464                           |
| Португалия | 2501                     | 241                   | 1.45  | 30302                      | 7878                           |
| Румыния    | 2029                     | 102                   | 1.35  | 69556                      | 9605                           |
| Словакия   | 749                      | 138                   | 1.00  | 13338                      | 4602                           |
| Словения   | 366                      | 178                   | 0.98  | 6765                       | 3000                           |
| Финляндия  | 2714                     | 497                   | 1.33  | 8275                       | 1738                           |
| Франция    | 39198                    | 592                   | 1.83  | 207000                     | 63350                          |
| Хорватия   | 606                      | 143                   | 1.41  | 15380                      | 2098                           |
| Чехия      | 1493                     | 142                   | 0.96  | 20222                      | 7867                           |
| Швеция     | 4711                     | 486                   | 1.10  | 15570                      | 2818                           |
| Эстония    | 386                      | 294                   | 1.98  | 6285                       | 483                            |
| Всего в ЕС | 194782                   | 387                   | 1.42  | 1423097                    | 417180                         |

К лету 2018 года шесть стран ЕС размещают на своей территории ядерное оружие: Франция и Великобритания имеют свои собственные ядерные программы, в то время как Бельгия, Германия, Италия и Нидерланды принимают американские атомные боезаряды в рамках политики НАТО по ядерному обмену. Всего ЕС обладает 525 боеголовками и принимает на своей территории между 90 и 130 боеголовок США. Страны ЕС имеют третий по величине арсенал ядерного оружия после США и России.

## Вопрос о создании армии ЕС
В данный момент каждая из стран Евросоюза сама определяет свою оборонную политику — координация здесь идет по линии НАТО, а не ЕС. По состоянию на 2016 год военнослужащие стран ЕС участвуют в 6 военных и 11 гуманитарных операциях, главным образом за пределами Старого Света, но они ведутся под флагами отдельных стран и их вооруженных сил, а не Евросоюза в целом.
Дискуссии об общих вооружённых силах активизировались в результате конфронтации между ЕС и Россией из-за Украины. С новыми призывами по поводу вооруженных сил ЕС выступили председатель Еврокомиссии Жан-Клод Юнкер, а также другие европейские лидеры и политики, такие, как глава комитета немецкого парламента по внешней политике Норберт Рёттген, заявляющий, что армия ЕС была «европейской перспективной, время которой сейчас пришло». Статья 42 Договора о Европейском союзе была впервые применена в ноябре 2015 года после терактов в Париже, которые были описаны президентом Франции Франсуа Олландом как атака против всей Европы.
О причинах возможного создания армии в 2015 году Юнкер говорил, что с общеевропейской армией ЕС сможет отреагировать на угрозу странам — членам Евросоюза и соседним государствам. Он добавил, что таким образом Европа даст России понять, что «мы серьёзно относимся к отстаиванию ценностей Европейского союза». Министерство обороны ФРГ высказалось в поддержку идеи Юнкера о создании армии Европейского союза. По словам главы ведомства Урсулы фон дер Ляйен, такая армия «показала бы миру, что между странами — членами ЕС никогда больше не будет войны». Она отметила, что необходимо предпринять как можно больше усилий для сохранения мирового порядка, который был выстроен после Второй мировой и холодной войн. Урсула фон дер Ляйен заявила, что передача национального суверенитета Брюсселю в военных вопросах вполне целесообразна и в обозримом будущем ЕС будет нуждаться в собственной армии. «Общеевропейские вооруженные силы позволят укрепить европейскую политику в сфере безопасности в свете кризисов, подобных украинскому», — заявила она.
Долгое время Великобритания была наиболее последовательным противником создания вооруженных сил ЕС. До 2016 года о необходимости «евроармии» нечасто высказывались в основном немецкие и французские политики, но проект обрёл второе дыхание после того, как Великобритания на референдуме 23 июня 2016 года высказалась за выход из ЕС. Также о том, что следует приступить к созданию общей европейской армии, в августе 2016 года неожиданно заявил премьер-министр Венгрии Виктор Орбан, которого поддержал его чешский коллега Богуслав Соботка. Затем предложение создать единый оборонный союз прозвучало во время неформального саммита ЕС, который прошел 17 сентября 2016 года в Братиславе (главными сторонниками подобной организации выступили Германия и Франция). Генеральный секретарь НАТО Йенс Столтенберг уже высказался в поддержку создания подобного союза, считая, что это не противоречит НАТО. В сентябре 2016 года Франция и Германия подготовили проект предложений по модернизации европейской обороны. В нём они предложили создать единый центр управления обороной, обмен материально-техническими ресурсами и развертывание общей системы спутникового наблюдения.
В 2017 году Урсула фон дер Ляйен опровергла возможность создании единой европейской армии. Однако в мае 2018 года верховный представитель ЕС по иностранным делам и политике безопасности Федерика Могерини, выступая на конференции «Состояние союза» (The State of the Union) во Флоренции, в очередной раз заявила о необходимости создания профессиональной армии для обеспечения безопасности Евросоюза.
В ходе мероприятий по случаю 100-летия окончания Первой мировой войны французский президент Эммануэль Макрон предложил создать общеевропейскую армию, независимую от США и НАТО.

### Европейский оборонный союз
10 мая 2021 года Совет Европейского союза подтвердил решимость продвигаться вперед к созданию собственной системы безопасности и обороны.
«В соответствии со своей Стратегической повесткой дня на 2019—2024 годы Совет призывает ЕС более активно следовать стратегическому курсу и укрепить свою способность действовать автономно. ЕС должен продвигать свои интересы и ценности и уметь противостоять угрозам и вызовам глобальной безопасности», — говорится в постановлении.
Это, по мнению членов Совета, позволит ЕС взять на себя больше ответственности за свою безопасность.
Особая роль отводится политическому проекту «Стратегический компас». Совет ЕС поручил высокому представителю по иностранным делам и политике безопасности Жозепу Боррелю подготовить первый набросок «Стратегического компаса» для обсуждения на заседании Совета в ноябре этого года.
В постановлении подчеркивается важность усиления оборонных проектов ЕС, таких как Постоянное структурированное сотрудничество (PESCO), Европейская программа развития оборонной промышленности (EDIDP), а также Плана действий по синергии между гражданской, оборонной и космической отраслями.
В сентябре 2021 года председатель Европейской комиссии Урсула фон дер Ляйен объявила о грядущей встрече на высшем уровне по поводу создания общеевропейского оборонительного союза с регулярными боевыми подразделениями.